# Zairja

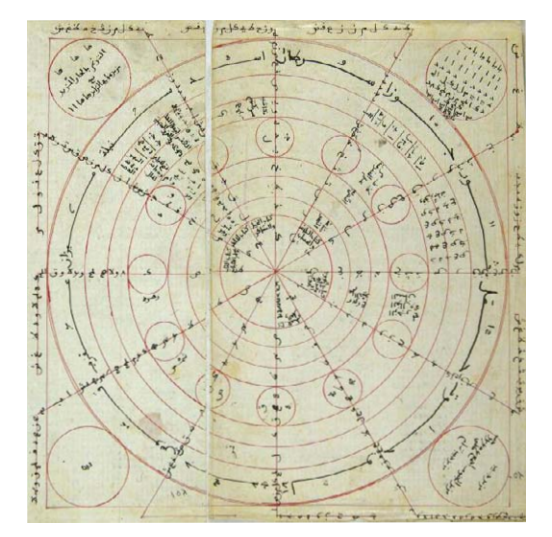
Croquis d'un Zairja.

Un zairja ou (arabe : زايرجة également orthographié zairjah, zairajah, zairdja, zairadja, zayirga ou za’irajah) était un appareil utilisé par les astrologues arabes pour produire des raisonnements supposés logiques de façon automatique.

## Histoire
L'origine de la zairja est attribuée au philosophe Abu al-Abbas as-Sabti (1129 — 1204) par l'historien et économiste Ibn Khaldoun dans son ouvrage Muqaddima.
Ibn Khaldoun (1332 — 1406) décrit la zairja comme une « branche de la science de la magie des lettres », fonctionnant en établissant des connexions entre les éléments formant le contenu de la question. En combinant des valeurs associées à chaque terme de la requête, des conclusions peuvent être amenées de façon automatique par la machine.
Certaines sources désignent la zairja comme une inspiration de Raymond Lulle pour sa machine Ars Magna, qu'il estimait si fiable pour exposer un point de vue limpide qu'elle « convertirait même le plus fervent des musulmans au christianisme ».